# What If...?
Pour les articles homonymes, voir What If.
Loki Hawkeye
What If...? est une série télévisée d'animation anthologique américaine produite par Marvel Studios diffusée sur Disney+. Elle fait partie de l'univers cinématographique Marvel. Elle est basée sur le comic du même nom édité par Marvel Comics. Comme son nom l'indique (« et si... ? »), elle propose des versions divergentes de l'histoire des principaux personnages du MCU.
La première saison de 9 épisodes, qui fait partie de la phase IV de l'univers a été diffusée à partir du 11 août 2021 jusqu'au 6 octobre 2021. Une deuxième saison de 9 épisodes a été annoncée pour fin 2023,. Elle fait partie de la phase V. Une troisième et dernière saison de 8 épisodes a aussi été annoncée et fera également partie de la phase V.

## Synopsis
Uatu le Gardien observe des continuités alternatives de la Terre, où les événements ne se sont pas déroulés exactement de la même façon que dans la réalité principale du MCU. Il explique ainsi au début de chaque épisode « Le temps. L'espace. La réalité. Ces éléments ne sont pas linéaires. Ce sont des prismes reflétants une infinité de possibilités, dans lesquelles un simple choix peut aboutir à d'innombrables réalités, créant autant de mondes alternatifs à ceux que vous connaissez. Je suis le Gardien. Je serai votre guide dans l'exploration de ces nouveaux mondes. Suivez-moi afin de répondre à la grande question : Et si... ? ». Le premier épisode de la série imagine par exemple que Steve Rogers ne serait pas devenu Captain America, mais que c'est Peggy Carter qui se serait fait injecter le sérum du Dr Erskine pour devenir Captain Carter avec une combinaison et un bouclier en vibranium aux couleurs de l'Union Jack ; le deuxième épisode part du principe que T'Challa ne serait pas devenu Black Panther, mais Star-Lord (à la place de Peter Quill), Et si... tous ceux qui devaient devenir les Avengers avaient été tués auparavant ?, Et si... Docteur Strange n'avait pas perdu ses mains dans son accident de voiture, mais l'amour de sa vie Christine Palmer ?, Et si... presque tout le monde avait été transformé en Zombie ?, etc.

## Distribution

### Personnage principal
- Jeffrey Wright (VF : Michel Vigné ; VQ : Fayolle Jean Jr)[4] : Uatu, le Gardien (The Watcher en version originale)

### Autres personnages
- Josh Keaton (VF : Alexandre Gillet ; VQ : Alexandre Fortin) : Steve Rogers / l'Écraseur d'HYDRA / Captain America (S1 E1-5-8 et S2 E3-5-8-9)
- Dominic Cooper (VF : Tony Marot ; VQ : Claude Gagnon) : Howard Stark (S1 E.1-7)
- Sebastian Stan (VF : Axel Kiener ; VQ : Nicolas Savard L'Herbier) : James « Bucky » Barnes (S1 E1-5, S2 E2-5-8 et S3)
- Ross Marquand : 
  - (VF : Féodor Atkine ; VQ : Jean-François Beaupré) Johann Schmidt / Crâne rouge (S1 E1)
  - (VF : Pierre-François Pistorio ; VQ : Frédérik Zacharek) Ultron / Sentinelles Ultron (S1 E8-9)
- Neal McDonough (VF : Bruno Dubernat ; VQ : Martin Rouette) : Dum Dum Dugan (S1 E1)
- Hayley Atwell (VF : France Renard ; VQ : Catherine Proulx-Lemay) : Peggy Carter / Captain Carter (S1 E1-9 et S2 E5-8-9)
- Samuel L. Jackson (VF : Thierry Desroses ; VQ : Patrick Chouinard) : Nick Fury (S1 E1-3-7-9 et S2 E5-8)
- Jeremy Renner (VF : Jérôme Pauwels ; VQ : Antoine Durand) : Clint Barton / Hawkeye (S1 E1-3-8 et S2 E3)
- Bradley Whitford (VF : Daniel Lafourcade ; VQ : François Trudel) : colonel Flynn (S1 E1)
- Stanley Tucci (VF : Bernard Alane ; VQ : Benoit Brière) : Dr Abraham Erskine (S1 E1 et S2 E9)
- Toby Jones (VF : Franck Capillery ; VQ : François Sasseville) : Arnim Zola (S1 E1-8-9)
- Chadwick Boseman (VF : Namakan Koné ; VQ : Christian Perrault) : T'Challa / Star-Lord / Black Panther (S1 E2-5-6-9)
- Karen Gillan (VF : Laëtitia Lefebvre ; VQ : Kim Jalabert) : Nébula (S1 E2-7, S2 E1 et S3)
- Michael Rooker (VF : Julien Kramer ; VQ : Paul Sarrasin) : Yondu Udonta (S1 E2, S2 E1 et S3)
- Benicio del Toro (VF : Boris Rehlinger ; VQ : Benoît Gouin) : Taneleer Tivan / le Collectionneur (S1 E2)
- Josh Brolin (VF et VQ : Paul Borne) : Thanos (S1 E2 et S2 E4)
- Sean Gunn (VF : Thibaut Belfodil ; VQ : Renaud Paradis) : Kraglin (S1 E2)
- Seth Green (VF : Sébastien Desjours ; VQ : Hugolin Chevrette-Landesque) : Howard the Duck (S1 E2-7, S2 E1 et S3)
- Djimon Hounsou (VF : Frantz Confiac ; VQ : Louis-Olivier Mauffette) : Korath (S1 E2)
- Danai Gurira (VF : Géraldine Asselin ; VQ : Julie Beauchemin) : Okoye (S1 E2-5-6)
- Brian T. Delaney (VF : David Krüger ; VQ : Philippe Martin) : Peter Quill (S1 E2-9)
- Kurt Russell (VF : Philippe Vincent ; VQ : Pierre Auger) : Ego (S1 E2-9 et S2 E2)
- John Kani (VF : Saïd Amadis ; VQ : Fayolle Jean) : T'Chaka (S1 E2-6)
- Chris Sullivan (VF : Frédéric Souterelle ; VQ : Bruno Marcil) : Taserface (S1 E2)
- Ophelia Lovibond (VF : Karine Foviau ; VQ : Virginie Graton) : Carina (S1 E2)
- Carrie Coon (VF : Charlotte Correa ; VQ : Jeanne Roux-Côté) : Proxima Midnight (S1 E2)
- Tom Vaughan-Lawlor (VF : Thierry Ragueneau ; VQ : Éloi Archambaudoin) : Ebony Maw (S1 E2-5)
- Fred Tatasciore : (VF : Sacha Petronijevic ; VQ : Frédérik Zacharek) Corvus Glaive (S1 E2), (VF : Serge Biavan ; VQ : Blaise Tardif) Drax (S1 E2-7) et (VF : Olivier Augrond ; VQ : Blaise Tardif) Volstagg (S1 E7)
- Maddix Robinson (VF : Fanny Bloc ; VQ : Raphaël Bleau) : T'Challa enfant (S1 E2)
- Michael Douglas (VF : Hervé Jolly ; VQ : Daniel Lesourd) : Hank Pym (S1 E3 et S2 E2)
- Lake Bell (VF : Magali Rosenzweig ; VQ : Camille Cyr-Desmarais) : Natasha Romanoff / Black Widow (S1 E3-8-9 et S2 E3-5-8)
- Mick Wingert (en) (VF et VQ : Bernard Gabay) : Tony Stark / Iron Man (S1 E3-6-8-9 et S2 E3-4-8)
- Clark Gregg (VF : Jean-Pol Brissart ; VQ : Daniel Picard) : Phil Coulson (S1 E3-7)
- Frank Grillo (VF : David Krüger ; VQ : Pierre-Étienne Rouillard) : Brock Rumlow (S1 E3-7-9 et S2 E5)
- Stephanie Panisello (VF : Marie-Laure Dougnac ; VQ : Isabelle Leyrolles) : Betty Ross (S1 E3)
- Mark Ruffalo (VF : Rémi Bichet ; VQ : Sylvain Hétu) : Dr Bruce Banner / Hulk (S1 E3-5 et S2 E3-8)
- Tom Hiddleston (VF : Alexis Victor ; VQ : Frédéric Millaire-Zouvi) : Loki (S1 E3-7-9 et S2 E8)
- Mike McGill (VF : Féodor Atkine ; VQ : Jean-Marie Moncelet (S1 E3) et François Sasseville (S1 E6) ) :  lieutenant général Thaddeus « Thunderbolt » Ross (S1 E3-6)
- Jaimie Alexander (VF : Ingrid Donnadieu ; VQ : Marie-Claude Hénault) : Sif (S1 E3-7)
- Alexandra Daniels (VF : Élisabeth Ventura ; VQ : Geneviève Bédard) : Carol Danvers / Captain Marvel (S1 E3-7-8)
- Benedict Cumberbatch (VF : Jérémie Covillault ; VQ : Tristan Harvey) : Dr Stephen Strange / Docteur Strange / Docteur Strange suprême (S1 E4-8-9 et S2 E6-8-9)
- Rachel McAdams (VF : Elisabeth Ventura ; VQ : Geneviève Désilets) : Christine Palmer (S1 E4)
- Benedict Wong (VF : Enrique Carballido ; VQ : Pierre-Étienne Rouillard) : Wong (S1 E4)
- Tilda Swinton (VF : Juliette Degenne ; VQ : Nathalie Coupal) : l'Ancien (S1 E4)
- Ike Amadi (VF : Rody Benghezala ; VQ : Gilbert Lachance) : O'Bengh (S1 E4)
- Leslie Bibb (VF : Laura Préjean ; VQ : Aurélie Morgane) : Christine Everhart (S1 E4-6)
- Paul Bettany (VF : Georges Caudron ; VQ : Daniel Roy) : Vision (S1 E5 et S3) et J.A.R.V.I.S. (S1 E6)
- Evangeline Lilly (VF : Vanina Pradier ; VQ : Isabelle Leyrolles) : Hope van Dyne / la Guêpe (S1 E5)
- Paul Rudd (VF : Damien Boisseau ; VQ : Patrice Dubois) : Scott Lang / Ant-Man (S1 E5 et S2 E8)
- Jon Favreau (VF : Yann Guillemot ; VQ : Martin Rouette) : Harold « Happy » Hogan (en) (S1 E5-6 et S2 E3)
- Emily VanCamp (VF : Anne Tilloy ; VQ : Émilie Josset) : Sharon Carter (S1 E5)
- David Dastmalchian (VF : Sébastien Desjours ; VQ : Kevin Houle) : Kurt (S1 E5)
- Hudson Thames (VF : Hugo Brunswick ; VQ : Alexandre Bacon) : Peter Parker / Spider-Man (S1 E5)
- Michael B. Jordan (VF : Diouc Koma ; VQ : Christian Perrault) : N'Jadaka / Erik Stevens / Killmonger (S1 E6-9)
- Angela Bassett (VF : Maïk Darah ; VQ : Claudine Chatel) : Ramonda (S1 E6)
- Andy Serkis (VF : Jérémie Covillault ; VQ : Manuel Tadros) : Ulysses Klaue (S1 E6)
- Don Cheadle (VF : Sidney Kotto ; VQ : François L'Écuyer) : lieutenant-colonel James Rhodes (S1 E6)
- Kiff VandenHeuvel (VF : Hervé Jolly ; VQ : Éric Paulhus) : Obadiah Stane (S1 E6)
- Beth Hoyt (VF : Barbara Kelsch ; VQ : Mélanie Laberge) : Pepper Potts (S1 E6)
- Ozioma Akagha (VF : Aurélie Konaté ; VQ : Catherine Brunet) : Shuri (S1 E6-9)
- Chris Hemsworth (VF : Adrien Antoine ; VQ : Martin Desgagné) : Thor (S1 E7-9 et S2 E2-3-8)
- Natalie Portman (VF : Sylvie Jacob ; VQ : Aline Pinsonneault) : Jane Foster (S1 E7)
- Kat Dennings (VF : Kelly Marot ; VQ : Dominique Laniel) : Darcy Lewis (S1 E7 et S2 E3)
- Jeff Goldblum (VF : Bernard Lanneau ; VQ : Gilbert Lachance) : le Grand Maître (S1 E7 et S2 E4)
- Cobie Smulders (VF : Laura Blanc ; VQ : Ariane-Li Simard-Côté) : Maria Hill (S1 E7 et S2 E3)
- Taika Waititi (VF : Olivier Augrond ; VQ : François-Simon Poirier) puis (VF : Stéphane Ronchewski) : Korg (S1 E7 et S2 E1-4)
- Rachel House (VF : Vanina Pradier ; VQ : Catherine Hamann) : Topaz (S1 E7 et S2 E4)
- Josette Eales (VF : Véronique Augereau ; VQ : Hélène Mondoux) : Frigga (S1 E7)
- David Chen (VF : Stéphane Fourreau ; VQ : Stéphane Rivard) : Hogun (S1 E7)
- Max Mittelman (VF : Emmanuel Garijo ; VQ : Guillaume Champoux) : Fandral (S1 E7)
- Clancy Brown (VF : Jérémie Bédrune ; VQ : Benoit Rousseau) : Surtur (S1 E7 et S2 E6-9)
- Georges St-Pierre (VF et VQ : lui-même) : Georges Batroc (S1 E9)
- Cynthia McWilliams (en) (VF : Nathalie Karsenti ; VQ : Marie-Laurence Boulet) : Gamora (S1 E9 et S2 E4)
- Jude Law (VF : Jean-Pierre Michaël) : Yon-Rogg (S2 E1)
- Julianne Grossman (VF : Martine Meirhaeghe) : Nova Prime (S2 E1)
- Peter Serafinowicz (VF : Jean Barney) : Garthan Saal (S2 E1)
- Atandwa Kani (VF : Baptiste Marc) : T'Chaka / Black Panther (S2 E2)
- Madeleine McGraw : Hope Van Dyne, enfant (S2 E2)
- Mace Montgomery Miskel (VF : Emmylou Homs) : Peter Quill, enfant (S2 E2)
- Keri Tombazian (VF : Pauline Larrieu) : Dr Wendy Lawson (S2 E2)
- Laurence Fishburne (VF : Paul Borne) : Dr Bill Foster (S2 E2)
- John Slattery (VF : Xavier Fagnon) : Howard Stark (S2 E2)
- Sam Rockwell (VF : Guillaume Lebon) : Justin Hammer (S2 E3)
- Tessa Thompson (VF : Aurélie Konaté) : Valkyrie (S2 E4)
- Rachel Weisz (VF : Laura Préjean) : Melina Vostokoff (S2 E5)
- Elizabeth Olsen (VF : Charlotte Corréa) : Wanda Merlin (S2 E5-8)
- Kawennáhere Devery Jacobs (VF : Esthèle Dumand) : Kahhori (S2 E6-9)
- Kiawentiio Tarbell : Wahta (S2 E6)
- Jeremy White : Atahraks (S2 E6)
- Gabriel Romero : Conquistador Gonzolo (S2 E6)
- Carolina Ravassa : La Reine Elizabeth D'Espagne (S2 E6)
- Cate Blanchett (VF : Juliette Degenne) : Hela (S2 E7-9)
- Idris Elba (VF : Frantz Confiac) : Heimdall (S2 E7)
- Jeff Bergman : Odin (S2 E6-7)
- Feodor Chin (VF : Serge Faliu) : Wenwu (S2 E7-9)
- Lauren Tom (VF : Geneviève Doang) : Jiayi (S2 E7)
- Michael Hagiwara : Shunyuan (S2 E7)
- David Harbour (VF : Gilles Morvan) : Alexei Shostakov / le Red Guardian (S3)
- Anthony Mackie (VF : Jean-Baptiste Anoumon) : Sam Wilson / Falcon / Captain America (S3)
- Hailee Steinfeld (VF : Marie Tirmont) : Kate Bishop (S3)
- Kathryn Hahn (VF : Edwige Lemoine) : Agatha Harkness (S3)
- Teyonah Parris (VF : Alice Taurand) : Monica Rambeau (S3)
- Simu Liu (VF : Arthur Khong) : Shang-Chi (S3)
- Oscar Isaac (VF : Benjamin Penamaria) : Marc Spector / Moon Knight (S3)
- Mads Mikkelsen (VF : Yann Guillemot) : Kaecilius (S3)
- Russell Crowe (VF : Emmanuel Jacomy) : Zeus (S3)
- Dominique Thorne (VF : Amélia Ewu) : Riri Williams / Ironheart (S3)

## Production

### Animation
Cinq des neuf épisodes ont été réalisés par le studio québécois Squeeze Studio Animation. 

### Distribution des rôles
Parmi les comédiens absents, Chris Evans, Scarlett Johansson, Robert Downey Jr., Hugo Weaving, James Spader, Brie Larson, Chris Pratt, Tom Holland ou encore Zoe Saldana ne reprennent pas leur rôle,,,,.
Ainsi, en remplacement de ces derniers : Josh Keaton reprend le personnage de Steve Rogers / Captain America, Lake Bell celui de Natasha Romanoff / Black Widow, Mick Wingert (en) celui de Tony Stark / Iron Man, Ross Marquand celui de Johann Schmidt / Crâne rouge et Ultron, Brian T. Delaney celui de Peter Quill, Hudson Thames celui de Peter Parker / Spider-Man et Cynthia McWilliams (en) celui de Gamora,,.
Pour ce qui est de Dave Bautista, il affirme ne pas avoir été contacté pour reprendre le rôle de Drax. Il est remplacé par le comédien Fred Tatasciore qui reprend également le rôle de Volstagg tenu par Ray Stevenson,.

## Épisodes

### Saison 1 (2021)
La première saison, qui compte 9 épisodes, est diffusée depuis le 11 août 2021. Elle fait partie de la phase IV.
1. Et si... Captain Carter était devenue le premier Avenger ? (What If... Captain Carter Were The First Avenger?)
2. Et si... T’Challa était devenu Star-Lord ? (What If... T’Challa Became a Star-Lord?)
3. Et si... le monde avait perdu ses plus puissants héros ? (What If... the World Lost Its Mightiest Heroes?)
4. Et si... Docteur Strange avait perdu son cœur au lieu de ses mains ? (What If... Doctor Strange Lost His Heart Instead of His Hands?)
5. Et si... des Zombies envahissaient la Terre ? (What If... Zombies?!)
6. Et si... Killmonger avait sauvé Tony Stark ? (What If... Killmonger Rescued Tony Stark?)
7. Et si... Thor avait été fils unique ? (What If... Thor Were an Only Child?)
8. Et si... Ultron avait gagné ? (What If... Ultron Won?)
9. Et si... Le Gardien avait rompu son serment ? (What If... the Watcher Broke His Oath?)

### Saison 2 (2023)
La seconde saison compte aussi 9 épisodes, elle est diffusée à partir du 22 décembre 2023 (jusqu'au 30 décembre, à raison d'un épisode par jour). Elle fait partie de la phase V.
1. Et si... Nebula avait rejoint les cohortes de Nova ? (What If... Nebula Joined the Nova Corps?)
2. Et si... Peter Quill avait attaqué les plus grands héros de la Terre ? (What If... Peter Quill Attacked Earth's Mightiest Heroes?)
3. Et si... Happy Hogan avait sauvé Noël ? (What If... Happy Hogan Saved Christmas?)
4. Et si... Iron Man avait rencontré le Grand Maître ? (What If... Iron Man Crashed Into the Grandmaster?)
5. Et si... Captain Carter avait combattu l'Écraseur d'Hydra ? (What If... Captain Carter Fought the Hydra Stomper?)
6. Et si... Kahhori avait refait le monde ? (What If... Kahori Reshaped the World? )
7. Et si... Hela avait trouvé les Dix Anneaux ? (What If... Hela Found the Ten Rings?)
8. Et si... les Avengers se rassemblaient en 1602 ? (What If... The Avengers Assembled in 1602?)
9. Et si... le Strange Suprême était intervenu ? (What If... Strange Supreme Intervened?)

### Saison 3 (2024)
Le 22 juillet 2022, une troisième saison a été annoncée lors de la San Diego Comic Con. Elle comptera 8 épisodes au lieu des 9 habituels et sera diffusée à partir du 22 décembre 2024 jusqu'au 29 décembre 2024. Elle fait partie de la phase V.
1. Et si… Hulk affrontait les Méca des Avengers ? (What If... the Hulk Fought the Mech Avengers?)
2. Et si… Agatha avait conquis Hollywood ? (What If... Agatha Went to Hollywood?)
3. Et si… Red Guardian arretait le Soldat de l'Hiver ? (What If... the Red Guardian Stopped the Winter Soldier?)
4. Et si… Howard le Canard s’était marié ? (What If... Howard the Duck Got Hitched?)
5. Et si… L’Émergence détruisait la Terre ? (What If... the Emergence Destroyed the Earth?)
6. Et si… 1872 ? (What If... 1872?)
7. Et si… Le Gardien avait disparu ? (What If... The Watcher Disappeared?)
8. Et si…? (What If... What If?)

## Accueil

### Audiences
Nielsen Media Research , qui enregistre l'audience du streaming sur les écrans de télévision américains, a annoncé en 2022 que What If...? et Star Wars: The Bad Batch sont chacun apparus dans ses classements de streaming pendant un total combiné de sept semaines de mai à octobre, accumulant collectivement environ 2 milliards de minutes de temps de visionnage,

### Accueil critique
| Saison | Rotten Tomatoes | Metacritic   |
| ------ | --------------- | ------------ |
| 1      | 94% (104 avis)  | 69 (16 avis) |
| 2      | 90% (29 avis)   | 79 (7 avis)  |

Le site d'agrégation de critiques Rotten Tomatoes rapporte un taux d'approbation de 94 % avec une note moyenne de 7,9/10, basé sur 104 critiques pour la première saison. Le consensus critique du site se lit comme suit : « What If...? n'ajoute peut-être pas grand-chose au récit plus vaste du MCU, mais des interprétations surprenantes de personnages bien-aimés et certaines des meilleures séquences d'action de toute la franchise en font un visionnage captivant. »  Metacritic, qui utilise une moyenne pondérée, a attribué à la première saison une note de 69 sur 100 basée sur 16 critiques, indiquant des « critiques généralement favorables ».
La deuxième saison a un taux d'approbation de 90 % sur Rotten Tomatoes, basé sur 29 critiques, avec une note moyenne de 7,7/10. Le consensus des critiques du site Web déclare : « Dans sa deuxième saison superlative, What If... ? réaffirme son statut d'un des avant-postes les plus créatifs du tentaculaire MCU. » Sur Metacritic, qui attribue une note moyenne pondérée, la deuxième saison a reçu une note moyenne de 79 sur 100, basée sur 7 critiques, indiquant « généralement favorable ».